# Aulacocalyx camerooniana
Espèce
Aulacocalyx camerooniana Sonké & S. E. Dawson est une espèce de plante à fleurs dicotylédones, de la famille des Rubiaceae et du genre Aulacocalyx, qui fut étudiée par Bonaventure Sonké et Sally Emma Dawson.

## Description
Il s'agit d'un arbuste de 2 à 3 m de haut environ.

## Répartition et habitat
Plante native du Cameroun, elle se trouve dans les forêts tropicales à 620-800 m d'altitude. Elle fut décrite comme une nouvelle espèce d'Engon (Efoulan), dans le sud du Cameroun.